# Цейлонский висячий попугайчик
Цейлонский висячий попугайчик (лат. Loriculus beryllinus) — вид птиц из семейства Psittaculidae.

## Внешний вид
Длина тела 14 см. Хвост короткий. Основная окраска зелёная. Голова сверху красная, надхвостье ярко-красное, на горле светло-синее пятно. На спине оранжевые пятна. Клюв красный.

## Распространение
Обитает на Шри-Ланке.

## Образ жизни
Населяют открытые леса. На землю никогда не спускаются. Питаются плодами, семенами, почками и цветами.

## Размножение
Гнездятся в дуплах деревьев. В кладке 2-3 белых яйца.